# Erna Heiller
Erna Heiller (geborene Ernestine Hladik; * 5. April 1922 in Wien; † 4. Februar 2007 ebenda) war eine österreichische Konzertpianistin und Cembalistin.

## Leben
Ernestine Hladik wurde in Wien-Währing in eine musikbegeisterte Familie hineingeboren. Als musikalisches Talent wurde sie im Oktober 1937 in die Klavierklasse von Ferdinand Rebay an der Wiener Musikakademie, der heutigen Universität für Musik und darstellende Kunst Wien aufgenommen, wo später Josef Dichler und Bruno Seidlhofer ihre Lehrer waren. Sie legte ihre Reifeprüfung in Klavier am 12. Januar 1945 ab und absolvierte die Cembaloklasse bei Isolde Ahlgrimm im Herbst 1945. Durch ihre gemeinsamen Studien lernte sie ihren späteren Mann, den Wiener Musiker, Komponisten und Organisten Anton Heiller kennen. Das Paar heiratete am 18. November 1945 in der Pfarrkirche Dornbach in Wien. 
Erna Heiller trat in den folgenden Jahren in  Solokonzerten, unter anderem im Brahms-Saal des Wiener Musikvereins, auf. Die Toccata für zwei Klaviere von Anton Heiller spielte sie gemeinsam mit dem Komponisten bei den Salzburger Festspielen 1947 unter Anwesenheit von Wilhelm Furtwängler und Herbert von Karajan. Das Stück war bereits zuvor im privaten Kreis um die Pianistin und Komponistin Sophie-Carmen Eckhardt-Gramatté  uraufgeführt worden, offiziell auch 1945 im Brahms-Saal des Wiener Musikvereins. 

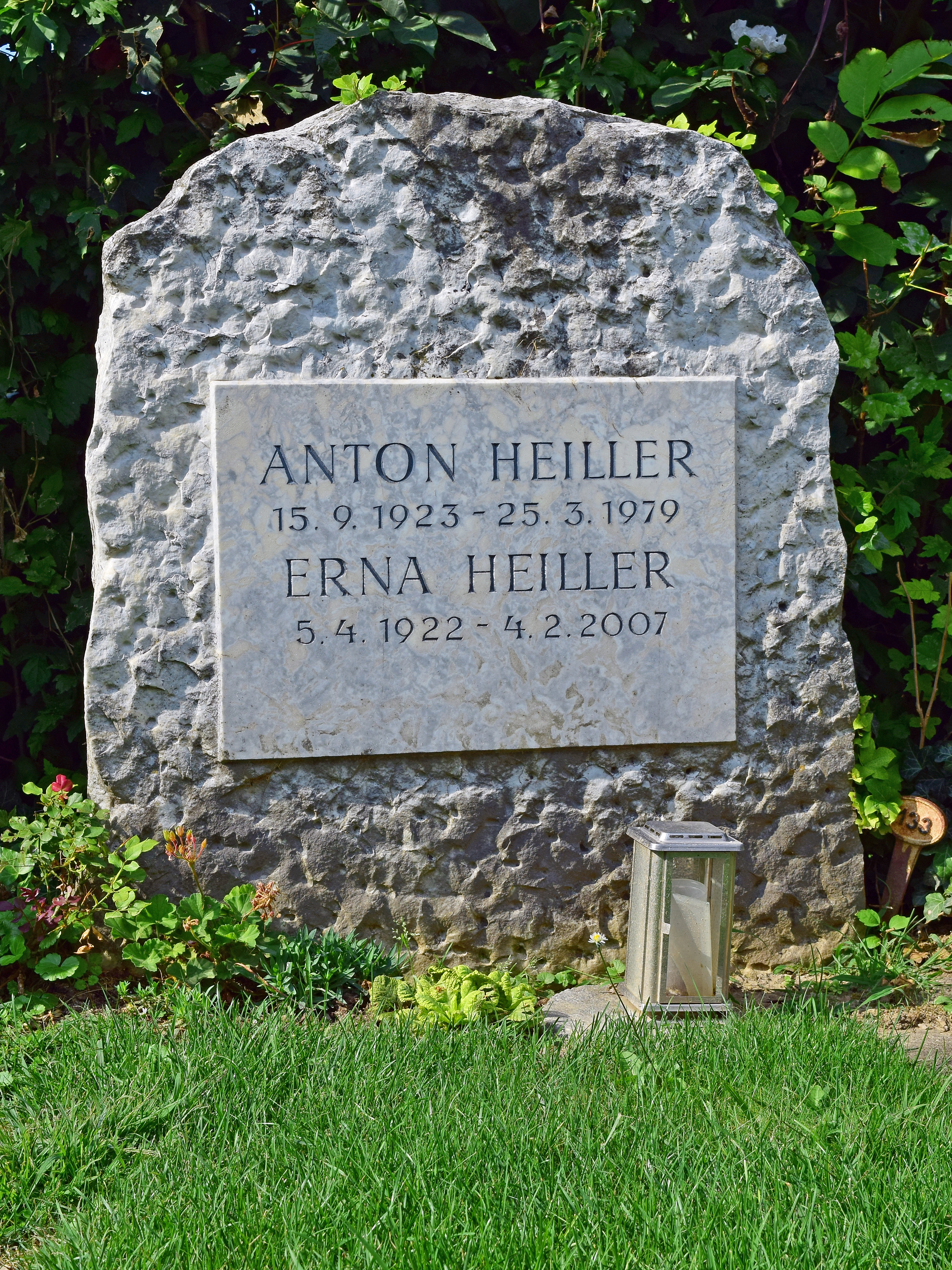
Ehrenhalber gewidmetes Grab von Anton und Erna Heiller

Vor allem in den Nachkriegsjahren folgten zahlreiche gemeinsame Auftritte und Rundfunk- und Plattenaufnahmen des Ehepaars Heiller mit einem Repertoire aus den Werken von Johann Sebastian Bach, Frank Martin, Paul Hindemith und Igor Strawinsky. Nach dem frühen Tod Anton Heillers im Jahr 1979 erteilte sie wieder vermehrt Klavier- und fallweise Cembalounterricht, wobei es Erna Heiller wichtig war, ihre von Sophie-Carmen Eckhardt-Gramatté erlernte sogenannte E-Gré-Methode weiterzugeben. Zweimal wurde sie gemeinsam mit ihren Schülerinnen an die Brandon University, Manitoba, Kanada, eingeladen, um dort diese Methode zu demonstrieren.
Erna und Anton Heiller hatten zwei Kinder. Erna Heiller verstarb am 4. Februar 2007 in Wien.